# Jogadores de xadrez (Bordone)
Jogadores de xadrez é um quadro de óleo sobre tela do artista italiano Paris Bordone, criado entre 1540 e 1545. A pintura retrata dois homens, um aparentemente mais velho que o outro, jogando xadrez. Ao fundo há uma paisagem e vários detalhes como por exemplo um grupo de homens jogando cartas e duas mulheres perto de uma árvore. A iconografia da obra sugere a divisão social e moral, influenciada pela obra Libro di giuocho di schacchi de Jacobus de Cessolis. Os homens apresentam feições pensativas ou contemplativas e as pretas estão vencendo a partida.